# Baskenland-Rundfahrt
Die Baskenland-Rundfahrt (span. Vuelta ciclista al País Vasco; bask. Euskal Herriko txirrindulari itzulia) ist ein Etappenrennen im spanischen Baskenland.
Die jährlich im April ausgetragene Rundfahrt gehörte seit 2005 zur neu geschaffenen UCI ProTour und ab 2011 zur Nachfolgeserie UCI WorldTour, einer Serie der wichtigsten Straßenradrennen des Jahres. Veranstalter ist OCETA, der auch die Clásica San Sebastián ausrichtet.
Die Baskenland-Rundfahrt wurde erstmals 1924 ausgetragen und findet seit 1969 regelmäßig statt. Die Austragung des Jahres 2020 wurde aufgrund der COVID-19-Pandemie abgesagt. Das Profil des Rennens gilt als äußerst anspruchsvoll, da ein großer Teil der Strecke in den Bergen gefahren wird.
Rekordsieger des Rennens sind José Antonio González Linares und Alberto Contador mit jeweils vier Erfolgen. Der Schweizer Tony Rominger gewann sie drei Mal (1992–1994), Alex Zülle (1995, 1997) und der Deutsche Andreas Klöden (2000 und 2011) gewannen sie zwei Mal.
Nicht zu verwechseln mit der Baskenland-Rundfahrt ist die Euskal Bizikleta, eine weitere baskische Rundfahrt, welche bis zum Jahr 2008 ausgetragen und nach zunehmenden finanziellen Problemen im Jahr 2009 mit der Baskenland-Rundfahrt fusioniert wurde.

## Geschichte
Die Gründung der Rundfahrt ging auf eine Initiative des damaligen Chefredakteurs der Zeitschrift „Excelsior“ – Jacinto Miquelarena – zurück, der auch Präsident des Radsportclubs Athletik Club Bilbao war. Er bildete ein Organisationskomitee, in das wichtige damalige Akteure aus Wirtschaft und Politik eingebunden waren und suchte den Kontakt zu Henri Desgrange und dessen Zeitung „L'Auto“. Hier fand er vor allem organisatorische Unterstützung und Desgranges stellte die Verbindung zu Automoto (einer der zur damaligen Zeit wichtigsten Radfirma mit eigenem Profi-Rennstall) her. Auf dieser Basis wurden für die erste Auflage des Rennens auch namhafte Fahrer aus Frankreich verpflichtet, so dass sich die erhoffte mediale Aufmerksamkeit einstellte.

### Vorläufer
Das erste Etappenrennen im Baskenland fand 1909 unter dem Namen „Irún–Pamplona–Irún“ in der Organisation der beiden Radsportvereine Racing Club de Irun und Pamplona F.C. als gemeinsames Rennen für Berufsfahrer und Amateure statt und wurde vom Profi Vicente Blanco aus Bilbao gewonnen. Ein weiterer Vorläufer war das Etappenrennen Gran Carrerra Nacional Rudge Whitworth, das 1912 ausgetragen wurde. Sieger wurde der Spanier Luis Adarraga.

### Die erste Rundfahrt 1924
Drei Monate vor dem Start hatten sich 67 Fahrer zur Teilnahme angemeldet, darunter sechs Franzosen und je ein Schweizer und ein Belgier. Am Start erschienen dann tatsächlich 38 Fahrer u. a. aus den französischen Mannschaften Automoto und Christophe. Das Gros der Starter waren Basken, aber auch einige Katalanen. Die Rundfahrt führte über drei Etappen von Bilbao über Pamplona, San Sebastian wieder nach Bilbao und wurde unter dem Namen Gran Premio Excelsior gestartet. Die Streckenlänge betrug 623 Kilometer. Neben der Gesamtwertung wurde eine weitere Wertung für die besten nationalen Fahrer geführt. Sieger der drei Etappen wurden die Franzosen Francis Pelissier (der spätere Gesamtsieger), Henri Pelissier und Simon Tequi. Die Rennorganisation hatte für den Sieger 2.000 Peseten, für den Besten der nationalen Wertung 1.000 Peseten ausgelobt. Ins Ziel in Bilbao kamen 29 Fahrer. Die gesonderte Wertung für den besten nationalen Fahrer gewann Teodoro Monteys aus dem Team Unio Sportivas de Sans, der in der Gesamtwertung den 7. Platz belegte.

## Sieger
| Jahr                                       | Sieger                        | Zweiter                       | Dritter                 |          |
| ------------------------------------------ | ----------------------------- | ----------------------------- | ----------------------- | -------- |
| 1924                                       | Francis Pélissier             | Henri Pélissier               | Charles Lacquehay       |          |
| 1925                                       | Auguste Verdyck               | Joseph Pe                     | Marcel Bidot            |          |
| 1926                                       | Nicolas Frantz                | Ottavio Bottecchia            | Victor Fontan           |          |
| 1927                                       | Victor Fontan                 | André Leducq                  | Lucien Buysse           |          |
| 1928                                       | Maurice De Waele              | André Leducq                  | Mariano Cañardo         |          |
| 1929                                       | Maurice De Waele              | Marcel Bidot                  | Nicolas Frantz          |          |
| 1930                                       | Mariano Cañardo               | Antonin Magne                 | Jean Aerts              |          |
| 1931-1934 nicht durchgeführt               |                               |                               |                         |          |
| 1935                                       | Gino Bartali                  | Dante Gianello                | Julián Berrendero       |          |
| 1936 abgesagt 1937-1968 nicht durchgeführt |                               |                               |                         |          |
| 1969                                       | Jacques Anquetil              | Francisco Gabica              | Mariano Díaz            |          |
| 1970                                       | Luis Pedro Santamarina        | Jesús Aranzabal               | Andrés Gandarias Albizu |          |
| 1971                                       | Luis Ocaña                    | Raymond Poulidor              | Miguel María Lasa       |          |
| 1972                                       | José Antonio González Linares | Jesús Manzaneque              | Jesús Esperanza         |          |
| 1973                                       | Luis Ocaña                    | José Antonio González Linares | Txomin Perurena         |          |
| 1974                                       | Miguel María Lasa             | Jesús Manzaneque              | Luis Ocaña              |          |
| 1975                                       | José Antonio González Linares | Jesús Manzaneque              | Agustín Tamames         |          |
| 1976                                       | Gianbattista Baronchelli      | Francisco Elorriaga           | Joaquim Agostinho       |          |
| 1977                                       | José Antonio González Linares | Paul Wellens                  | Jean-Pierre Baert       |          |
| 1978                                       | José Antonio González Linares | José Enrique Cima             | José Nazabal            |          |
| 1979                                       | Giovanni Battaglin            | Vicente Belda                 | Miguel María Lasa       |          |
| 1980                                       | Alberto Fernández Blanco      | Miguel María Lasa             | Marino Lejarreta        |          |
| 1981                                       | Silvano Contini               | Mario Beccia                  | Marino Lejarreta        |          |
| 1982                                       | José Luis Laguía              | Julián Gorospe                | Francesco Moser         |          |
| 1983                                       | Julián Gorospe                | Roberto Visentini             | Marino Lejarreta        |          |
| 1984                                       | Sean Kelly                    | Faustino Rupérez              | Marino Lejarreta        |          |
| 1985                                       | Pello Ruiz Cabestany          | Greg LeMond                   | Marino Lejarreta        |          |
| 1986                                       | Sean Kelly                    | Maurizio Rossi                | Federico Echave         |          |
| 1987                                       | Sean Kelly                    | Rolf Gölz                     | Julián Gorospe          |          |
| 1988                                       | Erik Breukink                 | Luc Suykerbuyk                | Julián Gorospe          |          |
| 1989                                       | Stephen Roche                 | Federico Echave               | Jesús Blanco Villar     |          |
| 1990                                       | Julián Gorospe                | Rolf Gölz                     | Miguel Indurain         |          |
| 1991                                       | Claudio Chiappucci            | Johan Bruyneel                | Pēteris Ugrjumovs       |          |
| 1992                                       | Tony Rominger                 | Raúl Alcalá                   | Mikel Zarrabeitia       |          |
| 1993                                       | Tony Rominger                 | Rolf Sørensen                 | Alex Zülle              |          |
| 1994                                       | Tony Rominger                 | Jewgeni Bersin                | Claudio Chiappucci      |          |
| 1995                                       | Alex Zülle                    | Laurent Jalabert              | Tony Rominger           |          |
| 1996                                       | Francesco Casagrande          | Pascal Hervé                  | Abraham Olano           |          |
| 1997                                       | Alex Zülle                    | Laurent Jalabert              | Marco Pantani           |          |
| 1998                                       | Íñigo Cuesta                  | Laurent Jalabert              | Alex Zülle              |          |
| 1999                                       | Laurent Jalabert              | Wladimir Belli                | Davide Rebellin         |          |
| 2000                                       | Andreas Klöden                | Danilo Di Luca                | Laurent Jalabert        |          |
| 2001                                       | Raimondas Rumšas              | José Alberto Martínez         | Marcos Serrano          |          |
| 2002                                       | Aitor Osa                     | David Etxebarria              | Gonzalo Bayarri         |          |
| 2003                                       | Iban Mayo                     | Tyler Hamilton                | Samuel Sánchez          |          |
| 2004                                       | Denis Menschow                | Iban Mayo                     | David Etxebarria        |          |
| 2005                                       | Danilo Di Luca                | Davide Rebellin               | Alberto Contador        |          |
| 2006                                       | José Ángel Gómez Marchante    | Alejandro Valverde            | Antonio Colom           |          |
| 2007                                       | Juan José Cobo                | Ángel Vicioso                 | Samuel Sánchez          |          |
| 2008                                       | Alberto Contador              | Cadel Evans                   | Thomas Dekker           |          |
| 2009                                       | Alberto Contador              | Samuel Sánchez                | Cadel Evans             |          |
| 2010                                       | Christopher Horner            | Beñat Intxausti               | Joaquim Rodríguez       |          |
| 2011                                       | Andreas Klöden                | Christopher Horner            | Robert Gesink           |          |
| 2012                                       | Samuel Sánchez                | Joaquim Rodríguez             | Bauke Mollema           |          |
| 2013                                       | Nairo Quintana                | Richie Porte                  | Sergio Henao            |          |
| 2014                                       | Alberto Contador              | Michał Kwiatkowski            | Jean-Christophe Péraud  |          |
| 2015                                       | Joaquim Rodríguez             | Sergio Henao                  | Ion Izagirre            |          |
| 2016                                       | Alberto Contador              | Sergio Henao                  | Nairo Quintana          |          |
| 2017                                       | Alejandro Valverde            | Alberto Contador              | Ion Izagirre            |          |
| 2018                                       | Primož Roglič                 | Mikel Landa                   | Ion Izagirre            |          |
| 2019                                       | Ion Izagirre                  | Daniel Martin                 | Emanuel Buchmann        |          |
| 2020                                       | abgesagt                      | abgesagt                      | abgesagt                | abgesagt |
| 2021                                       | Primož Roglič                 | Jonas Vingegaard              | Tadej Pogačar           |          |
| 2022                                       | Daniel Felipe Martínez        | Ion Izagirre                  | Alexander Wlassow       |          |
| 2023                                       | Jonas Vingegaard              | Mikel Landa                   | Ion Izagirre            |          |
| 2024                                       | Juan Ayuso                    | Carlos Rodríguez              | Mattias Skjelmose       |          |
| 2025                                       |                               |                               |                         |          |

### Mehrfachsieger
Stand: 2022
| Wins | Rider                 | Editions               |
| ---- | --------------------- | ---------------------- |
| 4    | José Antonio González | 1972, 1975, 1977, 1978 |
| 4    | Alberto Contador      | 2008, 2009, 2015, 2016 |
| 3    | Sean Kelly            | 1984, 1986, 1987       |
| 3    | Tony Rominger         | 1992, 1993, 1994       |
| 2    | Maurice Dewaele       | 1928, 1929             |
| 2    | Luis Ocaña            | 1971, 1973             |
| 2    | Julián Gorospe        | 1983, 1990             |
| 2    | Alex Zülle            | 1995, 1997             |
| 2    | Andreas Klöden        | 2000, 2011             |
| 2    | Primož Roglič         | 2018, 2021             |

### Meiste Etappensiege
| # | Name               | Siege |
| - | ------------------ | ----- |
| 1 | Sean Kelly         | 11    |
| 1 | Domingo Perurena   | 11    |
| 3 | Laurent Jalabert   | 9     |
| 4 | Samuel Sanchez     | 8     |
| 4 | Alejandro Valverde | 8     |
| 4 | Tony Rominger      | 8     |
| 7 | Alberto Contador   | 7     |
| 8 | Miguel María Lasa  | 6     |
| 8 | Joaquim Rodriguez  | 6     |
| 8 | Primož Roglič      | 6     |